# Компрессор (завод)

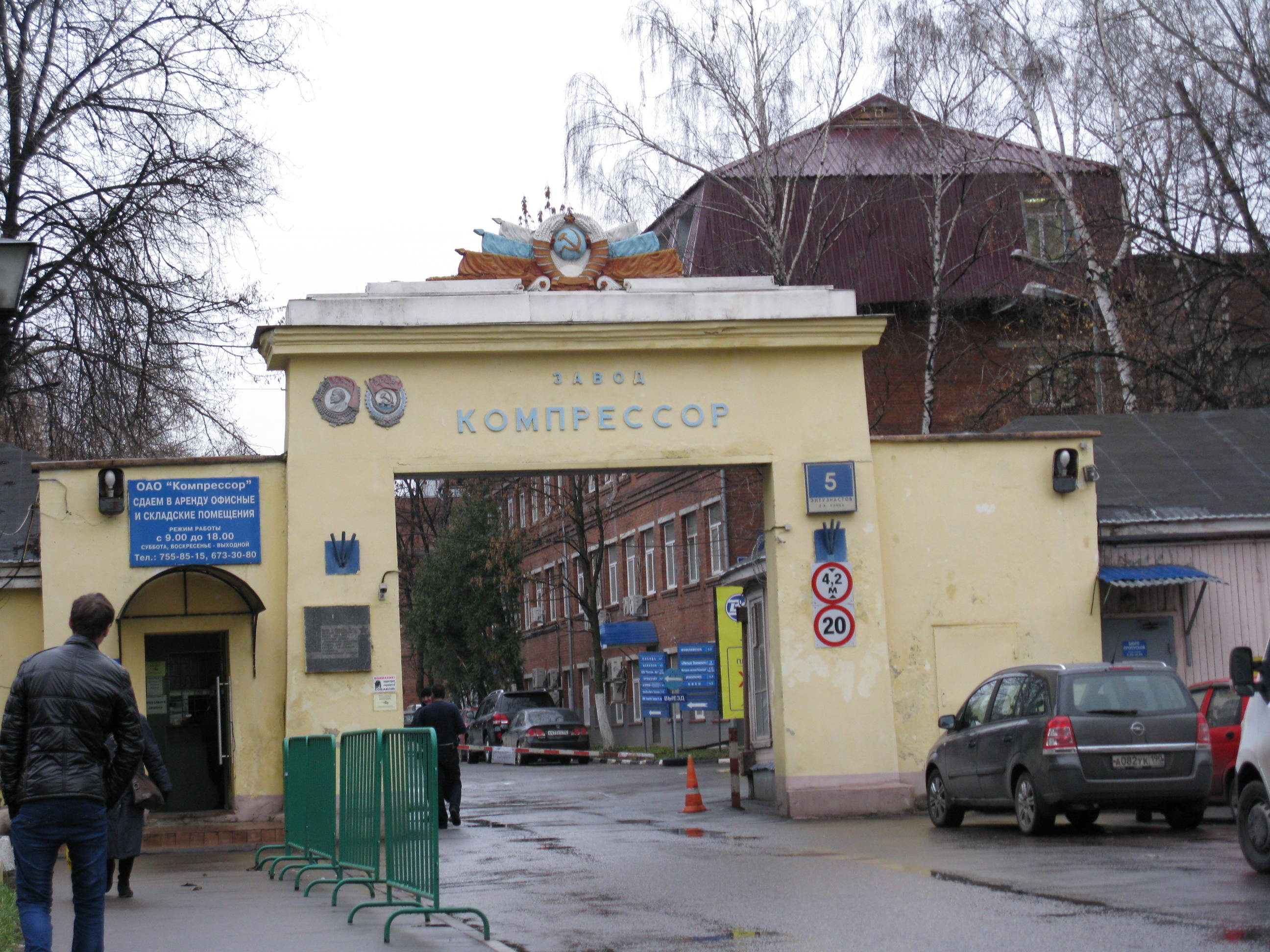
Центральный въезд на территорию завода «Компрессор», 2013 г.

«Компрессор» — московский завод по выпуску холодильных машин.

## История
Завод «Компрессор» был основан в 1869 году в Москве предпринимателем А. К. Дангауэром. Первоначально завод представлял из себя кузнечно-слесарную мастерскую с названием «Завод „Дангауэр и Кайзер“». На заводе делали оборудование для пищевой промышленности.
Завод имеет богатые историко-революционные традиции, его работники принимали участие в революции 1905 года. Здесь в 1917 году был создан отряд Красной Гвардии, участвовавший в Москве в боях с юнкерами. После Великой Октябрьской социалистической революции завод был национализицирован и получил название «Котлоаппарат». Нынешнее название завод получил в 1931 году. В этом же году рядом с заводом на территории района Лефортово для его работников был построен жилой массив Дангауэровка.
До Великой Отечественной войны на заводе «Компрессор» проведена реконструкция, и был продолжен выпуск холодильных агрегатов.
После начала Великой Отечественной войны завод становится номерным (завод № 733 Наркомата миномётного вооружения СССР) и эвакуируется в Челябинск, где придаётся заводу имени Колющенко (завод № 701 НКМВ СССР). Оборудование завода размещается в гаражах трамвайного депо, сам завод становится филиалом завода Колющенко. В годы войны здесь выпускали пусковые установки БМ-13 реактивной артиллерии, известные как установки «Катюша», снаряды и другие боеприпасы. Заводом «Компрессор» в годы войны было выпущено 75 % всех установок «Катюша», из них с декабря 1941 в г. Челябинске. Факт выпуска боевых машин реактивной артиллерии в Челябинске был засекречен изначально и не разглашалось до 1972 года. Также в «Компрессоре» в годы ВОВ разрабатываются реактивные пусковые установки БМ-8-36, БМ-8-24, БМ-8-48, М-30, М-31, БМ-31-12 и модификации БМ-13 (БМ-13Н, БМ-13СН).
После войны произведено переоснащение завода и продолжен выпуск холодильного оборудования пищевой, энергетической, фармацевтической, химической, металлургической, нефтеперерабатывающей и других отраслях промышленности.
В 1990 годы произведено акционирование завода. Теперь это — Открытое акционерное общество «Московский завод холодильного машиностроения „Компрессор“». Завод производит насосы, мотор-компрессорные агрегаты, компрессорно-конденсаторные агрегаты, холодильные машины для работы в общепромышленных холодильных установках для охлаждения хладоносителя, установки для сжижения природного газа. Часть помещений завода сдаётся в аренду.
На заводе с 1967 года действовал музей революционной, боевой и трудовой славы, свой Дом культуры, многотиражная газета «Машиностроитель», носившая ранее название «Ударный труд».
В настоящее время (июнь 2016 года) завод не функционирует, помещения завода сдаются в аренду.

## Руководство
Председатель Совета директоров завода — Панич Владислав Михайлович.

## В культуре
В военкомате мне сказали: «Старина,
Тебе броню даёт родной завод «Компрессор»!»
Я отказался. А Серёжку Фомина
Спасал от армии отец его, профессор
(Песня Владимира Высоцкого "Про Серёжку Фомина")

## Награды
- Орден Трудового Красного Знамени (1943)
- Ордена Ленина (1969)